# Monte Roja
Monte Roja är ett berg i Spanien.   Det ligger i provinsen Provincia de Las Palmas och regionen Kanarieöarna, i den sydvästra delen av landet, 1 600 km sydväst om huvudstaden Madrid. Toppen på Monte Roja är 169 meter över havet, eller 131 meter över den omgivande terrängen. Bredden vid basen är 4,8 km. Monte Roja ligger på ön Lanzarote. Det ingår i Los Morros de Hacha Chica.
Terrängen runt Monte Roja är platt åt nordväst, men åt nordost är den kuperad. Havet är nära Monte Roja åt sydväst. Närmaste större samhälle är Puerto del Carmen, 19,5 km öster om Monte Roja. 